# Марія де Монсеррат
Марія де Монсеррат Альбареда (4 серпня 1913, Камагуей, Куба — 23 серпня 1995, Монтевідео, Уругвай) — уругвайська письменниця, що була членом Ґенерації '45.

## Життєпис
Разом із Пауліною Медейрос, Армонією Сомерс, Кларою Сільвою та Сельвою Маркес Монсеррат належала до найважливіших жіночих голосів того, що Емір Родріґес Монеґал називав «середньовічним наративом Уругваю».
Вона народилася в Камагуеї на Кубі, але її батьки через два роки оселилися в Уругваї. У 17-річному віці Монсеррат видала книгу віршів «Arriates en flor», в якій можна виявити певний вплив Хуани де Ібарбуру. Але найбільший успіх мали її новели, серед яких — повість «Портрет олівцем», яку критик Рубен Котело вибрав для своєї антології «Уругвайські оповідачі». В ній Котело каже: «Вона намагалася зобразити Монтевідео, що живе, і деяких монтевідеанців, що зникають», щодо намагань авторки розв'язати «товстий клубок стосунків, який пов'язує родинні групи середнього класу, окремі з яких занепадають».
1951 року вийшла її театральна п'єса «Intermitencias» (режисерка Маргарита Ширгу).
У період з 24 лютого 1976 до смерті вона очолювала кафедру «Бартоломе Ідальго» в Національній академії літератури.
1999 року в томі № 174 «Колекції уругвайської класики» («Бібліотека Артигаса») опубліковано твір Монсеррат «El País Secreto», написаний у 1977 році.
Марію де Монсеррат відзначено премією «Золотий Канделябр» від «B'nai B'rith Uruguay».
Монсеррат була матір'ю історикині і журналістки Марти Канесси, колишньої першої леді Уругваю та дружини колишнього президента Уругваю Хуліо Марії Сангінетті.

## Твори

### Вірші
- Arriates en flor (1932)

### Оповідання
- Tres relatos (1942)
- Cuentos mínimos (1953)
- Con motivo de vivir (Editorial Alfa, Монтевідео, 1962)
- Лос-Лугарес (Editorial Alfa, 1965)
- El sonido blanco y otros cuentos (Ediciones del Aleph, 1979)
- Los juegos (Ediciones de la Banda Oriental, Монтевідео, 1993)

### Романи
- Los habitantes (Editorial Alfa, 1968)
- La casa quinta (Ediciones de la Banda Oriental)
- El País Secreto (Colección de Clásicos Uruguayos, Biblioteca Artigas, Монтевідео, 1999)

### Театральні твори
- Intermitencias (1951)